# Умников, Василий Петрович
Василий Петрович Умников (1901—1967) — советский военный, государственный и политический деятель, полковник.

## Биография
Родился в 1901 году в Вознесенском Заводе. Член КПСС с 1920 года.
С 1918 года — на военной службе, общественной и политической работе. В 1918—1950 гг. — участник Гражданской войны, командир артиллерийской батареи в полку Олеко Дундича 1-й Конной армии, контужен, направлен в Кронштадт в Ленинградскую военно-политическую школу им. Фридриха Энгельса, бригадный комиссар Рабоче-Крестьянской Красной Армии, на высших командных курсах при военной академии им. М. В. Фрунзе, в 6-й стрелковой дивизии Западного фронта, комиссар 17-го стрелкового корпуса, командир ударной группы, заместитель командира 279 Краснознамённой стрелковой Лисичанской дивизии по строевой части, заместитель командира 59-го стрелкового корпуса Приморской группы войск.
Делегат XVIII съезда ВКП(б).
Умер в Горьком в 1967 году. Похоронен в Выксе на Северном кладбище

## Награды
- орден Ленина (21.02.1945)
- орден Красного Знамени (03.11.1944)
- орден Отечественной войны II степени (16.10.1943)
- медаль «XX лет РККА»